# Fjodorowka (Kaliningrad)
Fjodorowka (russisch Фёдоровка, deutsch Warupönen, 1928 bis 1945: Lindenhof, litauisch Vorupėnai) ist ein verlassener Ort im Rajon Krasnosnamensk der russischen Oblast Kaliningrad.
Die Ortsstelle befindet sich drei Kilometer nordwestlich von Kutusowo (Schirwindt). Vor 1945 hatte der Ort einen Haltepunkt am nach Schirwindt führenden Strang der Pillkaller Kleinbahn, die nicht mehr betrieben wird.

## Geschichte

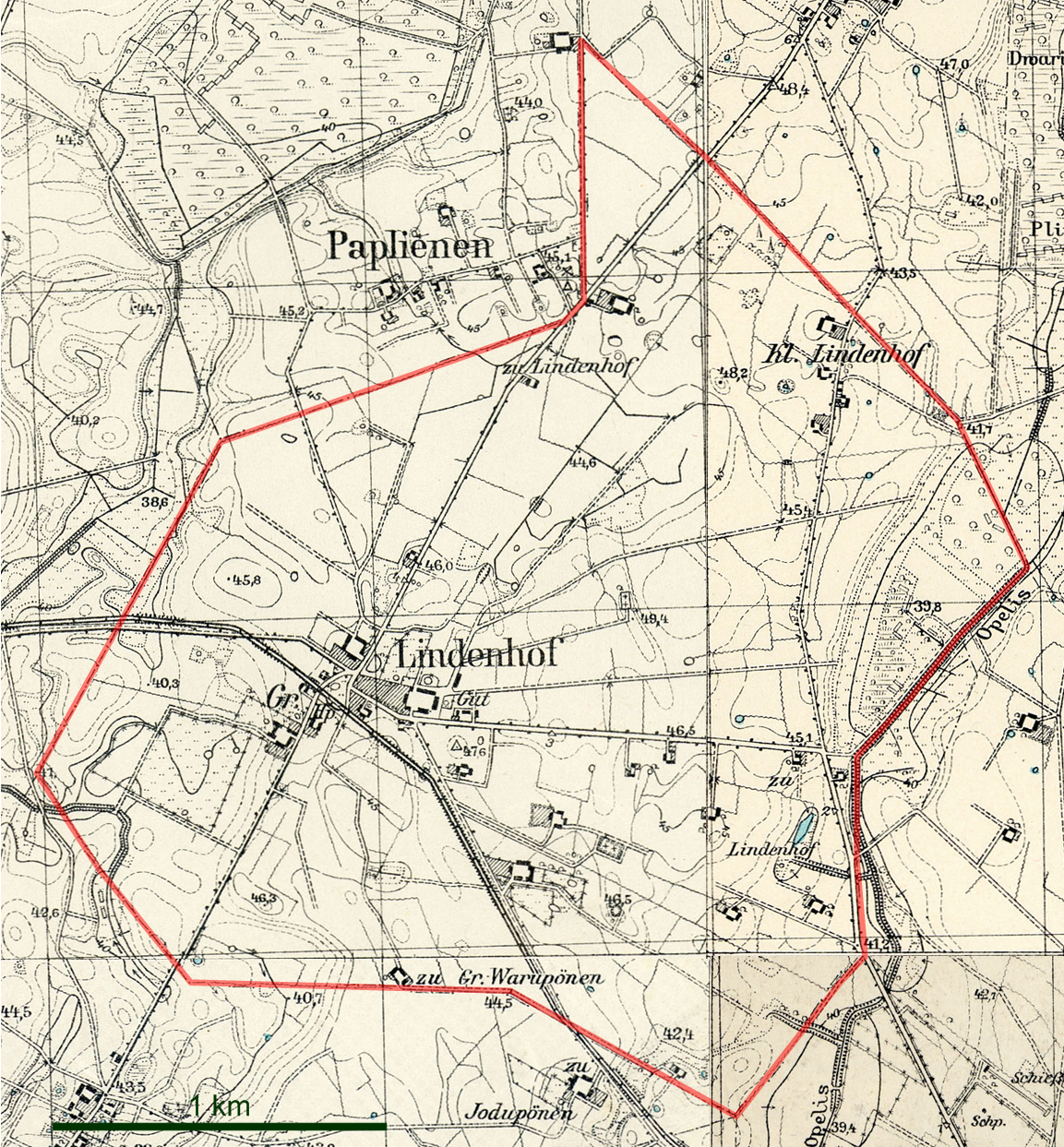
Die Gemeinde Lindenhof auf vier Messtischblättern von 1934 bis 1937

Der Ort wurde 1685 gegründet. Um 1780 war Warrupöhnen ein Schatull-kölmisches Dorf. In der Folge wurden dort auch ein Gut und ein Abbau eingerichtet, der mit Klein Warrupönen bezeichnet wurde, während das eigentliche Dorf Groß Warrupönen genannt wurde. Im Namen schliff sich das Doppel-r allmählich ab. 1874 wurden die Landgemeinde Warupönen und der Gutsbezirk Warupönen in den neu gebildeten Amtsbezirk Schirwindt im Kreis Pillkallen eingegliedert. 1928 wurde der Gutsbezirk an die Landgemeinde angeschlossen, welche nun Lindenhof genannt wurde.
1945 kam der Ort in Folge des Zweiten Weltkrieges mit dem nördlichen Ostpreußen zur Sowjetunion. 1947 erhielt er (als „Gross Wardpen“) den russischen Namen Fjodorowka und wurde gleichzeitig dem Dorfsowjet Pobedinski selski Sowet im Rajon Krasnosnamensk zugeordnet. Fjodorowka wurde vor 1975 aus dem Ortsregister gestrichen.

### Einwohnerentwicklung
| Jahr | Einwohner | Bemerkungen                                                               |
| ---- | --------- | ------------------------------------------------------------------------- |
| 1867 | 277       | in der Landgemeinde 229, im Gutsbezirk 48                                 |
| 1871 | 239       | im Dorf Großwarrupönen 168, in Abbau Kleinwarrupönen 37, im Gutsbezirk 34 |
| 1885 | 252       | in Groß Warrupönen 170, in Klein Warrupönen 34, im Gutsbezirk 48          |
| 1905 | 254       | in Groß Warupönen 174, in Klein Warupönen 27, im Gutsbezirk 53            |
| 1910 | 259       | in der Landgemeinde 211, im Gutsbezirk 48                                 |
| 1933 | 200       |                                                                           |
| 1939 | 170       |                                                                           |

## Kirche
Warupönen/Lindenhof gehörte zum evangelischen Kirchspiel Schirwindt.